# Compton (district électoral du Canada-Uni)
Pour les articles homonymes, voir Compton.
Circonscription électorale provinciale du Canada
Compton est un district électoral de l'Assemblée législative de la province du Canada.

## Liste des députés
| Années | Années      | Député              | Affiliation  |
| ------ | ----------- | ------------------- | ------------ |
|        | 1854 - 1858 | John Sewell Sanborn | Libéral      |
|        | 1858 - 1861 | John Henry Pope     | Conservateur |
|        | 1861 - 1863 | John Henry Pope     | Conservateur |
|        | 1863 - 1867 | John Henry Pope     | Conservateur |